# 南アフリカ標準時
| 黒 | UTC-1: | （CVT）- カーボベルデ時間    |                            |
| 緑 | UTC+0: | （WET）- 西ヨーロッパ時間    | （GMT）- グリニッジ標準時  |
| 青 | UTC+1: | （CET）- 中央ヨーロッパ時間  | （WAT）- 西アフリカ時間    |
| 青 | UTC+1: | （WEST）- 西ヨーロッパ夏時間 |                            |
| 赤 | UTC+2: | （CAT）- 中央アフリカ時間    | （EET）- 東ヨーロッパ時間  |
| 赤 | UTC+2: | （SAST）- 南アフリカ標準時   | （WAST）- 西アフリカ夏時間 |
| 黄 | UTC+3: | （EEST）- 東ヨーロッパ夏時間 | （EAT）- 東アフリカ時間    |
| 灰 | UTC+4: | （MUT）- モーリシャス時間    | （SCT）- セーシェル時間    |

南アフリカ標準時（みなみアフリカひょうじゅんじ、英語: South Africa Standard Time - SAST）は、協定世界時（UTC）を2時間進ませた標準時（UTC+2）である。

## 概要
南アフリカ共和国、レソト、エスワティニで使用されており、夏時間は採用していない。
南アフリカ共和国の北や東に位置する国々が使用している中央アフリカ時間と同じ時間帯である。